# Robert Bouloux
Robert Bouloux (nascido em 20 de maio de 1947) é um ex-ciclista francês que representou França nos Jogos Olímpicos da Cidade do México 1968, terminando em décimo quinto na corrida de 100 km contrarrelógio por equipes.